# Khalilullah Khalili
Ustad Khalilullah Khalili (persisch استاد خلیل الله خلیلی‎; * 1907 in Kabul; † 1987 in Islamabad) war ein persischsprachiger Dichter, Universitätsprofessor und Diplomat aus Afghanistan. Sein Vater, Mirzā Mohammed Hussein Khan, war unter dem König Habibullah Khan Finanzminister. Seine Mutter war die Tochter von Abdul Qādir Khān, dem damaligen Gouverneur von Kohistan.

## Leben
Er lebte und besuchte die Schule in Kabul, bis er elf Jahre alt war. Sein Vater wurde verhaftet und aus Kabul verwiesen. Er studierte klassische Literatur. In den frühen 1940er Jahren folgte er seinem Onkel, der in Kabul als stellvertretender Premierminister gewählt worden war. Sein Aufenthalt in Kabul dauerte nicht lange. 1945 rebellierten die Safis aus Kohistan, die zu dieser Zeit Kabul, Parvan, Panjsher, Kapisa und Logar verwalteten. Seine beiden Onkel und sein Neffe wurden verhaftet.
Khalili ging ins Exil nach Kandahar, wo er anfing, Gedichte zu schreiben. In den 1950er Jahren kehrte er zurück nach Kabul, wo er Kultusminister wurde und begann, an der Universität von Kabul als Professor zu arbeiten. In den 1960er bis 1970er Jahren lernte er Arabisch und wurde Botschafter in Saudi-Arabien und Irak. Von 1951 bis 1953 war er Minister für Presse und Information.
Nach der Saurrevolution im April 1978 flüchtete er zunächst nach Deutschland. Später lebte er in den Vereinigten Staaten. In den späten 1980er Jahren zog er nach Islamabad in Pakistan. Er wurde in Peschawar neben dem Grab des paschtunischen Dichters Rahman Baba beerdigt. Sein Sohn ist der Diplomat und Dichter Masood Khalili.
Khalilullah Khalili war ein unermüdlicher Schreiber. Er veröffentlichte 35 Gedichtbände, darunter seine beiden bekanntesten Werke: „Aškḥā Wa Ḫūnhā“ („Tränen und Blut“) sowie „Ayyār-e az Ḫorāsān“ („Der Held aus Chorasan“). Letzteres ist eine Biografie und Lobpreisung Habibullah Kalakânis.